# Bernat López Piquer

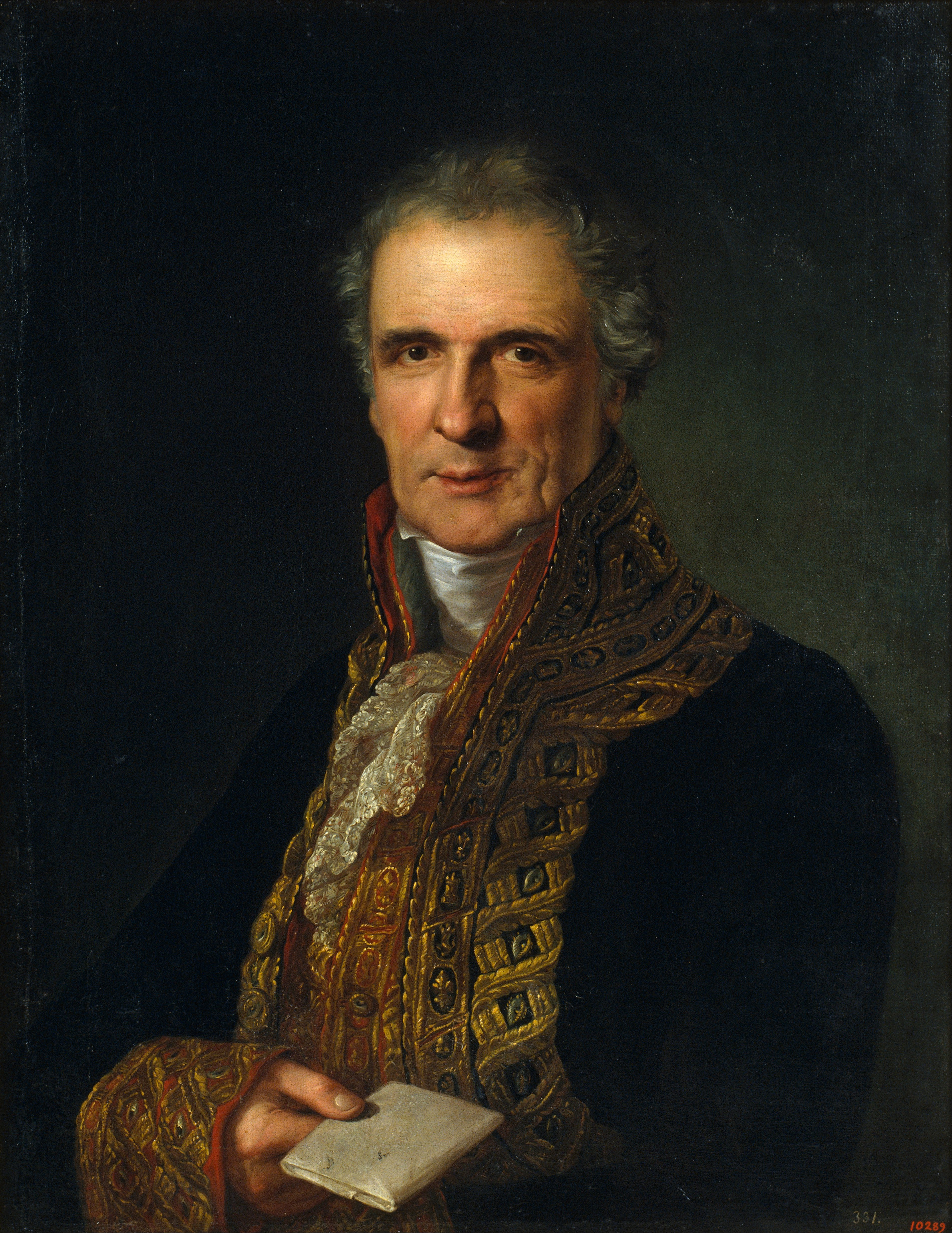
Retrat de José María Díez de Aznar, de Bernat López, conservat al MNAC.

Bernat López Piquer va ser un pintor nascut a València el 20 d'agost de 1799 i mort a Madrid l'1 d'agost de 1874.
Va ser fill del pintor Vicent López i germà del també pintor Luis López Piquer, amb qui va treballar a la Catedral d'Oriola. Com el seu pare, es va especialitzar en el retrat. Va ingressar a l'Acadèmia de San Fernando el 1825. Gràcies a la influència paterna va aconseguir entrar a treballar al palau reial. Va ser un continuador de l'estil del seu pare, especialment en el retrat. Va tenir els càrrecs de director d'estudis de l'Acadèmia de San Fernando des de 1844, President de la seva secció de Pintura des 1845-1874, pintor de Cambra d'Isabel II el 1843 i Primer Pintor des del 17 de febrer de 1858 fins a la revolució de 1868.

## Obres destacades
- Retrat de la Reina Mare Maria Teresa de Bragança
- Retrat d'Isabel II
- Retrat de Vicente López
- Sant Pasqual Bailón adorant l'Eucaristia
- Retrat del Sr Manuel Fernández Varela, comissari general de Croada
- Els alabarders José Díaz i Francisco Torán